# Paritta
Paritta (en pali; sanskrit: paritrana) est un terme du bouddhisme qui pourrait se traduire par: protection. Il désigne la pratique de réciter des sutras pour invoquer la protection, de même que le recueil de ces petits textes et les rituels au cours desquels ils sont récités. Le paritta est aussi exécuté pour la bénédiction d'une nouvelle maison.

## Collections
La prononciation (ou discours) des paritta sont largement utilisés et connues, même s'ils ne sont pas nécessairement compris au travers du monde bouddhiste theravada. Des collections populaires de vers de paritta sont parmi les plus largement connus des textes en pali de nombreux pays où est pratiqué le theravada.
| 1.  | Sarana-gama (« Aller pour le refuge »)                                                                 | Khp 1                       |
| 2.  | Dasa-sikkhapada (« Les dix préceptes de l'entraînement »)                                              | Khp 2                       |
| 3.  | Samanera-pañha (« Questions de novices »)                                                              | Khp 4                       |
| 4.  | Dvattimsakara (« 32 parties du corps »)                                                                | Khp 3                       |
| 5.  | Paccavekkhana (« Réflexions sur les nécessités monastiques »)                                          | MN 2 (excerpt), passim      |
| 6.  | Dasa-dhamma Sutta (« Dix discours Dhamma »)                                                            | AN 10.48                    |
| 7.  | Mahamangala Sutta (« Grands discours bénissants »)                                                     | Khp 5, Sn 2.4               |
| 8.  | Ratana Sutta (« Trois discours trésors »)                                                              | Khp 6, Sn 2.1               |
| 9.  | Karaniya Metta Sutta (« Discours de la tendresse »)                                                    | Khp 9, Sn 1.8               |
| 10. | Khandha-paritta (« Protection agrégative »)                                                            | AN 4.67                     |
| 11. | Metta-anisamsa (« Discours sur les avantages de la tendresse »)                                        | AN 11.16                    |
| 12. | Mitta-anisamsa (« Discours sur les avantages de l'amitié »)                                            | Ja 538                      |
| 13. | Mora-paritta (« La protection du paon »)                                                               | Ja 159                      |
| 14. | Canda-paritta (« La protection de la Lune »)                                                           | SN 2.9                      |
| 15. | Suriya-paritta (« La protection du Soleil »)                                                           | SN 2.10                     |
| 16. | Dhajagga-paritta (« Protection de la bannière »)                                                       | SN 11.3                     |
| 17. | Mahakassapa Thera Bojjhanga (« Facteurs d'éveil de l'ancien Maha Kassapa »)                            | SN 46.14 (Gilana Sutta I)   |
| 18. | Mahamoggallana Thera Bojjhanga (« Facteurs d'éveil de l'ancien Maha Moggalana »)                       | SN 46.15 (Gilana Sutta II)  |
| 19. | Mahacunda Thera Bojjhanga (« Facteurs d'éveil de l'ancien Maha Cunda »)                                | SN 46.16 (Gilana Sutta III) |
| 20. | Girimananda Sutta (« Discours à Girimananda »)                                                         | AN 10.60                    |
| 21. | Isigili Sutta (« Discours à propos d'Isigili »)                                                        | MN 116                      |
| 22. | Dhammacakkappavattana Sutta (« Discours sur l'initialisation de l'enchaînement de la roue du Dhamma ») | SN 46.11                    |
| 23. | Maha-samaya Sutta (« Discours de la Grande Assemblée »)                                                | DN 20                       |
| 24. | Alavaka Sutta (« Discours concernant Alavaka »)                                                        | SN 46.11                    |
| 25. | Kasi Bharadvaja Sutta (« Discours du fermier Bharadvaja »)                                             | Sn 1.4                      |
| 26. | Parabhava Sutta (« Discours sur la ruine »)                                                            | Sn 1.6                      |
| 27. | Vasala Sutta (« discours sur les exclus »)                                                             | Sn 1.7                      |
| 28. | Sacca-vibhanga Sutta (« Discours de l'analyse de la Vérité »)                                          | MN 141                      |
| 29. | Atanatiya Sutta (« Discours Atanatiya »)                                                               | DN 32                       |